# 比武审判

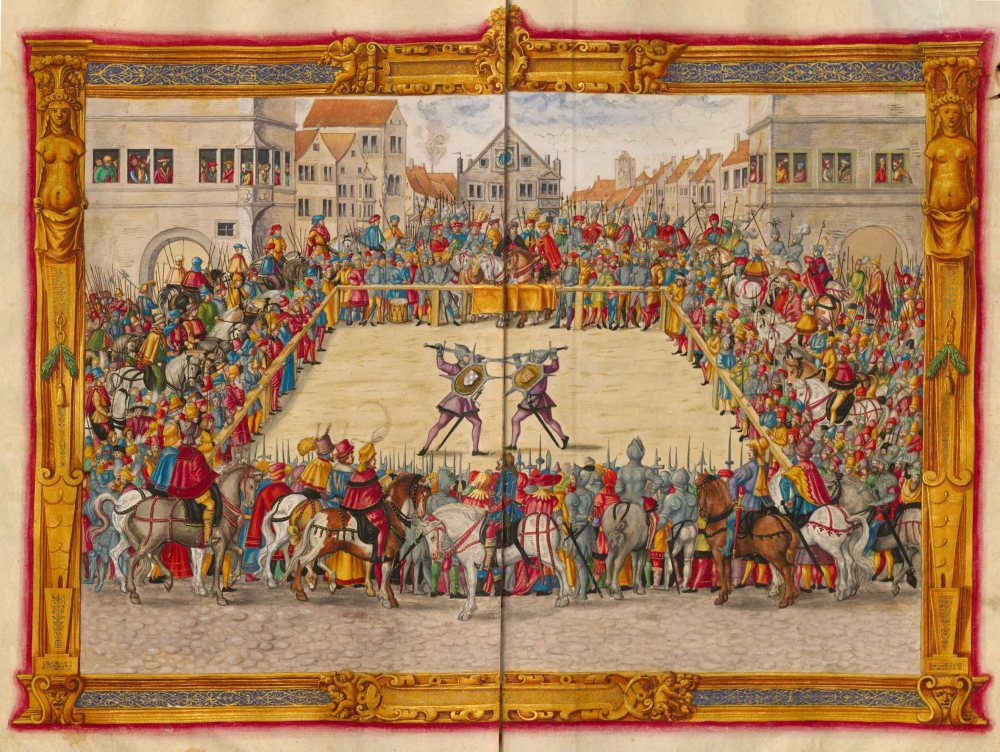
这幅1540年代的作品描绘了1409年在奥格斯堡举行的一场比武审判，決鬥方分別為威廉·冯·多恩斯伯格（Wilhelm von Dornsberg）元帅和西奥多·哈切纳克（Theodor Haschenacker）。雖然多恩斯伯格的剑在决斗開始時就断了，但他最終用自己的剑杀死了哈切纳克

比武审判是日耳曼法中一种在缺少证人或供词的情况下解决指控的方法，在使用比武审判解決糾紛時，争议双方必須进行单挑；战斗的胜利者被宣布勝訴。实质上这是一种司法认可的決鬥。它在整个欧洲中世纪一直被人採用，從16世纪時開始比武审判這一方法逐步被人們所棄用。

## 外部連結
- Charters relating to Judicial Duels, 11th – 12th Century （页面存档备份，存于）
- Appeal of Murder, etc. Act 1819 （页面存档备份，存于）